# Popis prebivalstva
Popís prebiválstva je postopek pridobivanja podatkov o vsakem prebivalcu določenega območja. Razlikuje se od vzorčenja, kjer podatke dobimo le od podmnožice celotnega prebivalstva (populacije). Kot tak je način, ki se uporablja za zbiranje statističnih podatkov.
V Republiki Sloveniji popis prebivalstva izvaja Statistični urad Republike Slovenije in sicer načeloma vsakih deset let. V njem zbira podatke o stanovanjskih in finančnih razmerah, izobrazbi, narodni pripadnosti in veroizpovedi. Po končnih podatkih zadnjega popisa iz leta 2002 je v Sloveniji živelo 1.964.036 prebivalcev. Od popisa iz leta 1991 se je število prebivalcev povečalo za 2,6 %.